# روبرت ديفيدسون (ملحن)
روبرت ديفيدسون (بالإنجليزية: Robert Davidson)‏ هو ملحن أسترالي، ولد في 17 ديسمبر 1965.

## روابط خارجية
- روبرت ديفيدسون على موقع IMDb (الإنجليزية)
- روبرت ديفيدسون على موقع ميوزك برينز (الإنجليزية)